# Dryas Más Antiguo

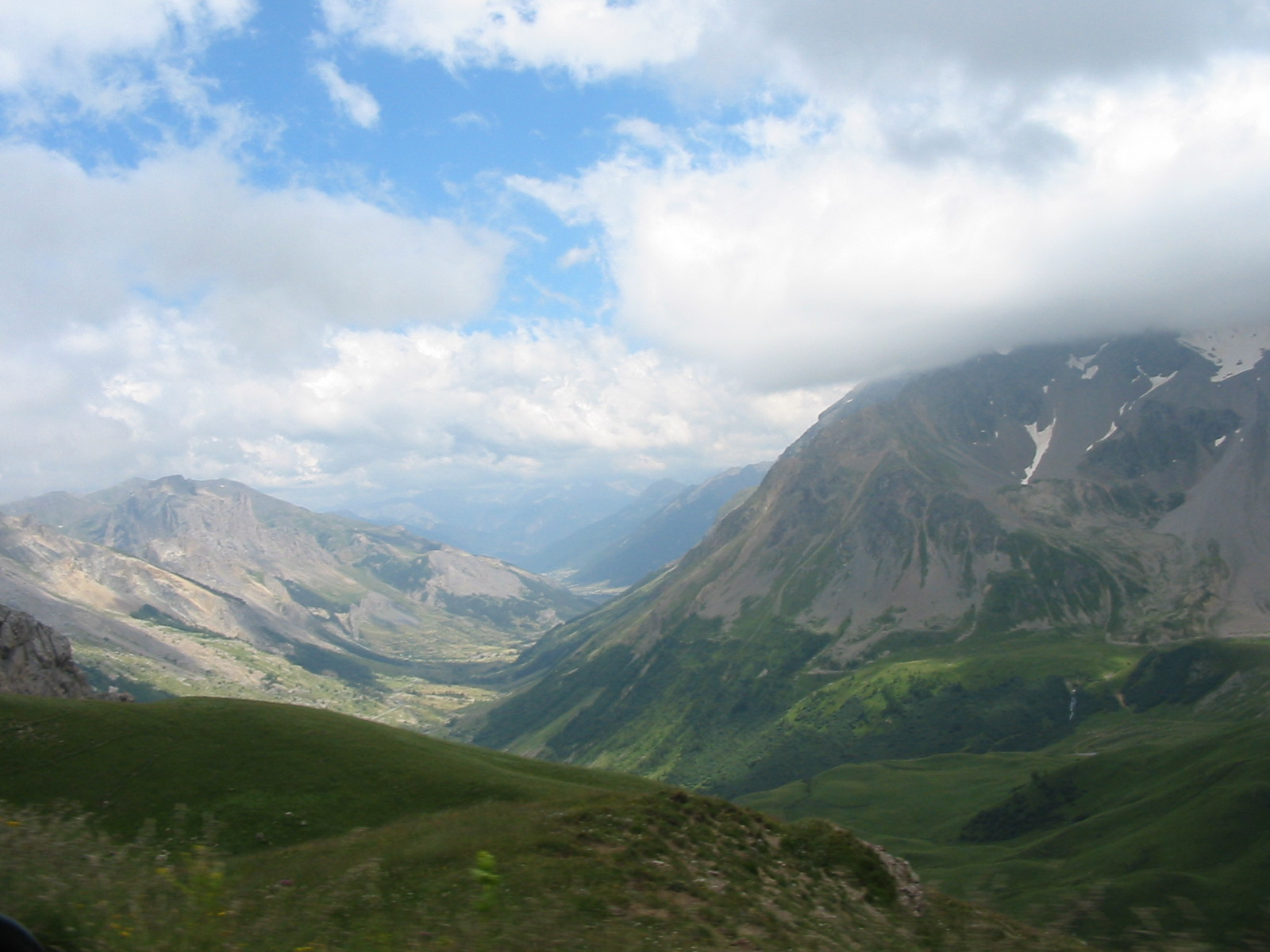
Valle alpino, como un Dryas Más Antiguo.

El Dryas Más Antiguo, Dryas primitivo o Dryas I (en inglés, Oldest Dryas) es un evento de enfriamiento abrupto, o estadial, que ocurrió durante la última retirada glacial.
El período de tiempo al que corresponde el evento varía entre regiones, pero generalmente está fechado a partir de 18.5-17 ka AP y terminando el 15-14 ka AP. Al igual que con los eventos del Dryas Joven y Antiguo, la capa estratigráfica está marcada por la abundancia de polen y otros restos de la Dryas octopetala, una especie indicadora que coloniza las regiones ártico-alpinas. En los Alpes, el Dryas Más Antiguo corresponde al estadial Gschnitz de la glaciación de Würm. El término se definió originalmente y específicamente para registros terrestres en la región de Escandinavia, pero se ha utilizado tanto para la estratigrafía del núcleo de hielo en áreas de todo el mundo como para referirse al período de tiempo en sí y a su reversión temporal asociada a la retirada glacial.

## Datación

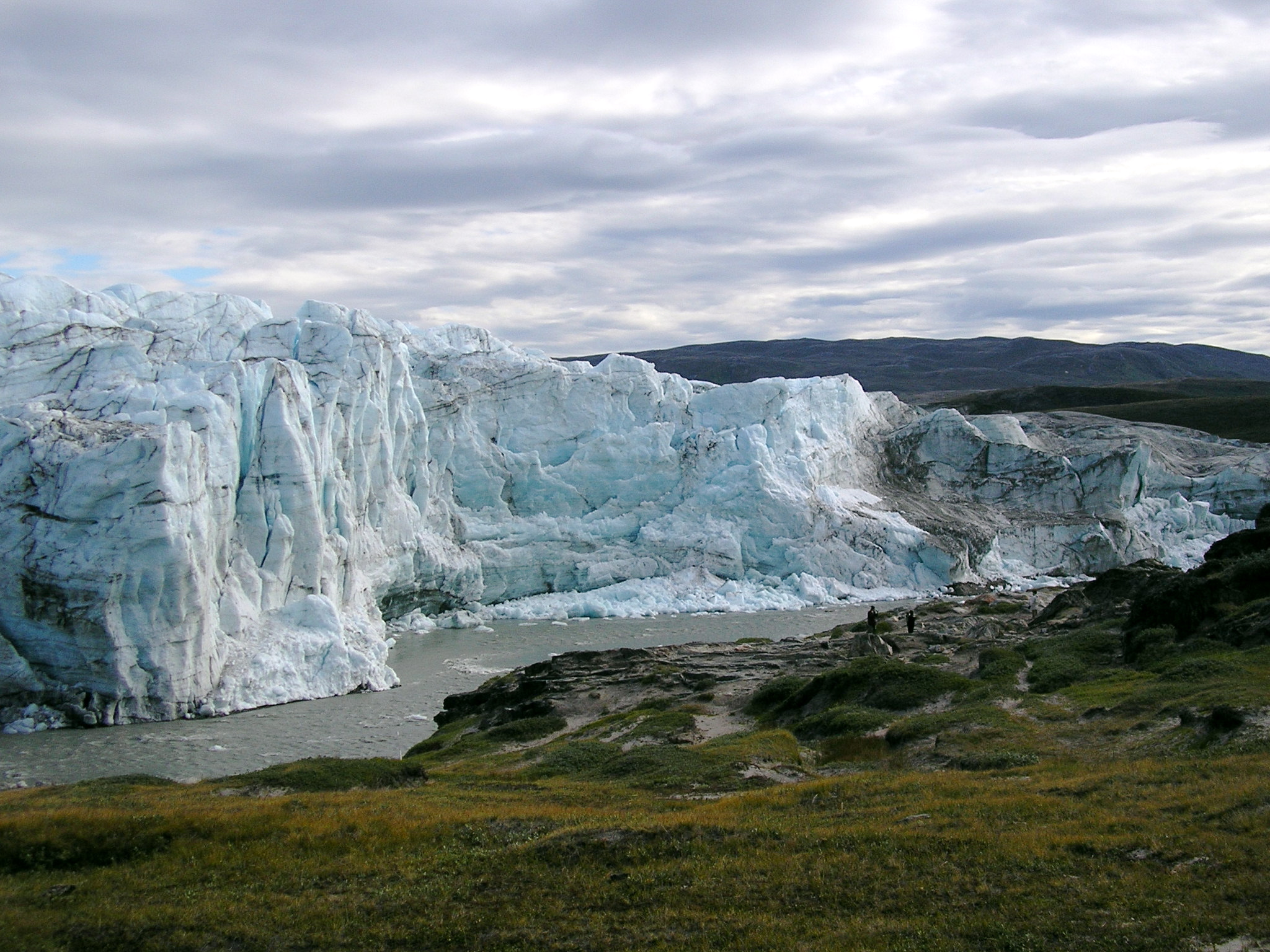
Borde del hielo en Groenlandia.

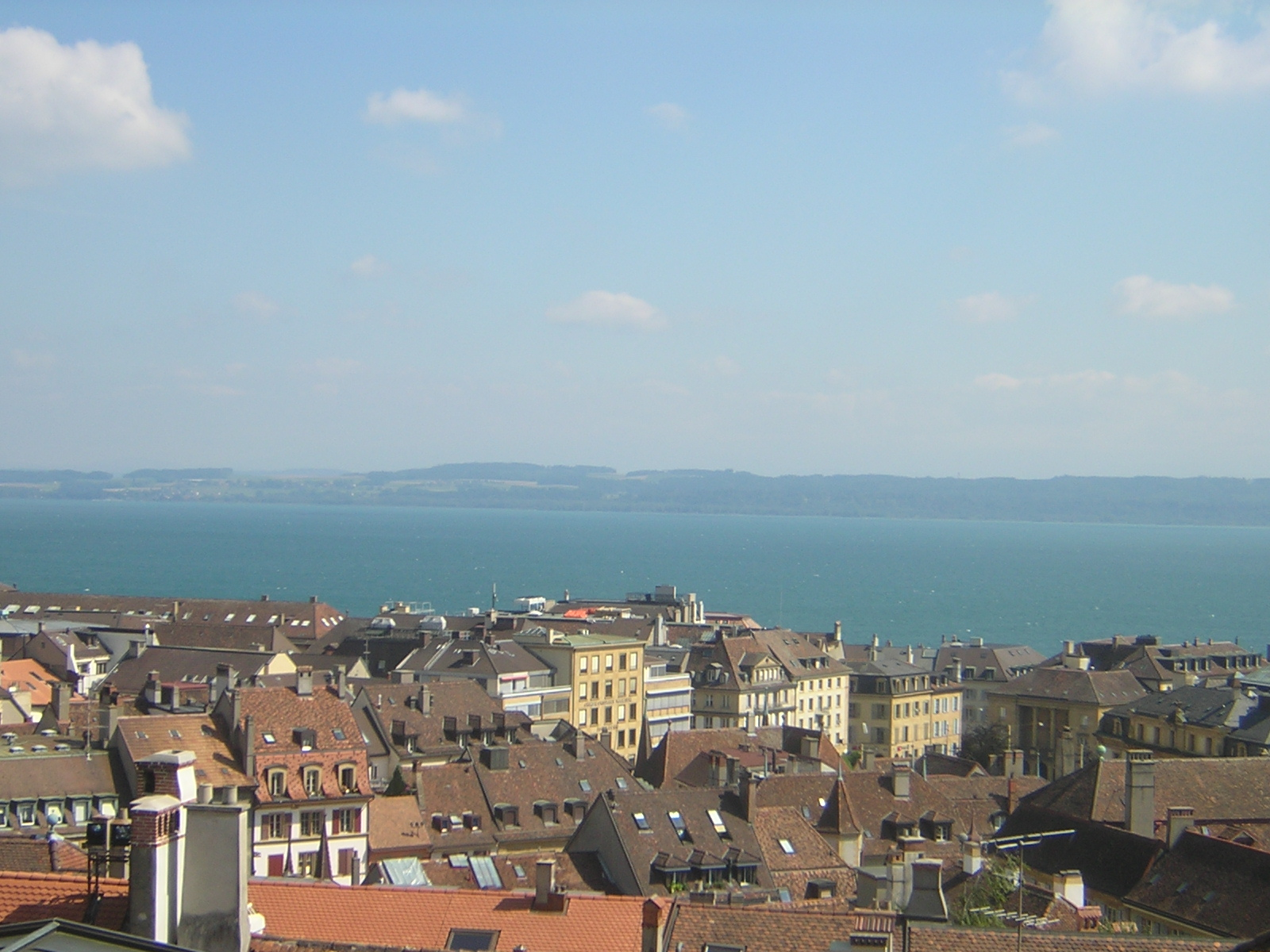
Lago Neuchatel.

Para Roberts, 1998, el período transcurrió entre 16.050 y 13.050 a. C. La datación de Kilkeel, Irlanda del Norte, extiende el inicio del período hasta 17.050 a. C. Una fuerte secuencia de fechas del carbono 14 derivadas del material en estratos en las excavaciones de Hauterive/Rouges-Terres en la costa noroeste del lago Neuchâtel en Suiza, 1992-1993, sitúa el final del Dryas Más Antiguo alrededor del 12.700 a. C., calibrado. Lo mismo para la Antártida y el mar del sur de China es de 14.600 y 14.700 a. C., respectivamente, y un núcleo de hielo de Groenlandia indica 14.500 a. C. David Miles se refiere al Dryas Más Antiguo como el último evento de Heinrich (H1) y lo data de hace entre 16.500 y 14.500 años.
El estándar final con el que se deben comparar todas estas fechas es el gráfico de los ciclos de relación de isótopos de oxígeno, que proporciona un cambio en la concentración de isótopos en el eje y, con el tiempo en el eje x. El gráfico traza eventos que están claramente definidos, pero otros no. La selección de un punto terminal es, a veces, parcialmente arbitraria.
El final del Dryas Más Antiguo está más claramente definido. El comienzo es una banda larga y de suave pendiente, probablemente no antes del 17.050 a. C., pero la fecha podría establecerse algo más tarde, en aproximadamente 1000 años. Los datos derivados de la variación de isótopos de nitrógeno y argón atrapados en el hielo de Groenlandia dan una fecha de alta resolución para el final del Dryas Más Antiguo con un fuerte aumento de temperatura de 14,67 ka AP.
La secuencia completa de los períodos climáticos del Pleistoceno tardío, definidos para el norte de Europa, son Dryas Más Antiguo (estadial), Bølling (interestadial), Dryas Antiguo (estadial), Allerød (interestadial) y Dryas Reciente (estadial). El Holoceno comienza inmediatamente después. Los últimos tres también son períodos Blytt-Sernander.
A veces falta el Dryas Antiguo, como en las montañas Jura de Francia, o la evidencia es insignificante. En ese caso, la parte inicial de la secuencia parece ser Dryas Más Antiguo (frío), Bølling-Allerød (cálido) y Dryas Reciente (frío). El Bølling-Allerød corresponde al interestadial de Windermere en Gran Bretaña.
Sin embargo, a menudo el Dryas Antiguo, aparentemente desaparecido, es un problema de resolución en las evidencias. Se han realizado estudios de alta resolución, que combinan una variedad de métodos climatológicos. Así son los realizados en los lagos Owens y Mono, en California, que generalmente detectan el Dryas Antiguo. Incluso cuando se detecta, parece no haber más de unos pocos siglos de clima ligeramente más frío en relación con isótopos de oxígeno.

## Flora
Durante el Dryas Más Antiguo, Europa no tenía árboles y el paisaje era similar a la tundra ártica, pero mucho más seca y herbosa que la tundra moderna. Tenía arbustos y plantas herbáceas como las siguientes:
- Poaceae, herbáceas
- Artemisia
- Betula nana, abedul enano
- Salix retusa, sauce enano
- Dryas octopetala,  planta de flor ártico-alpina

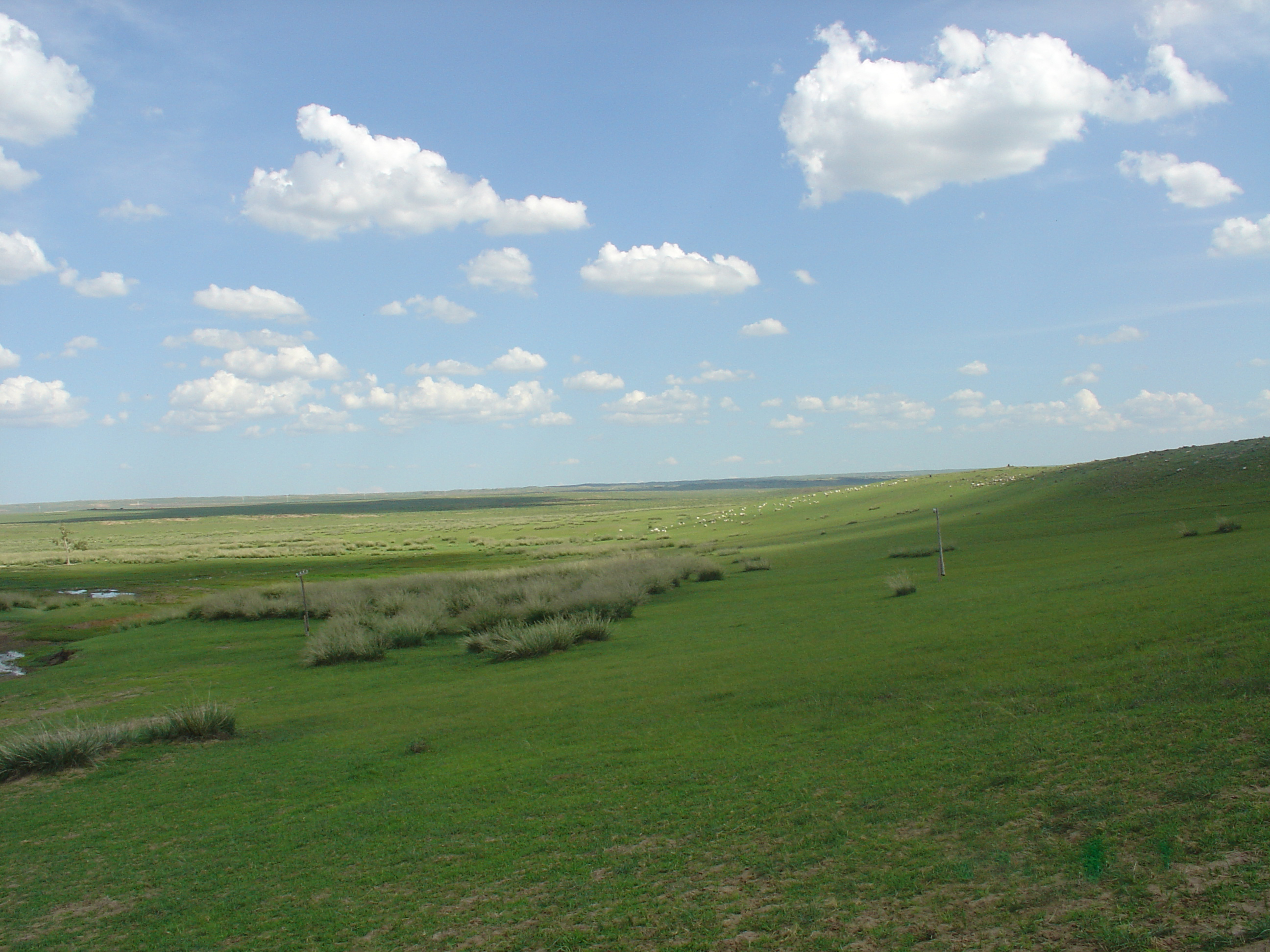
Pastizales (Mongolia Interior)
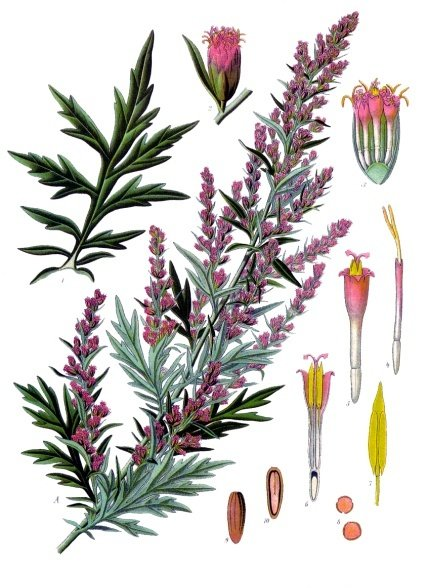
Artemisia vulgaris
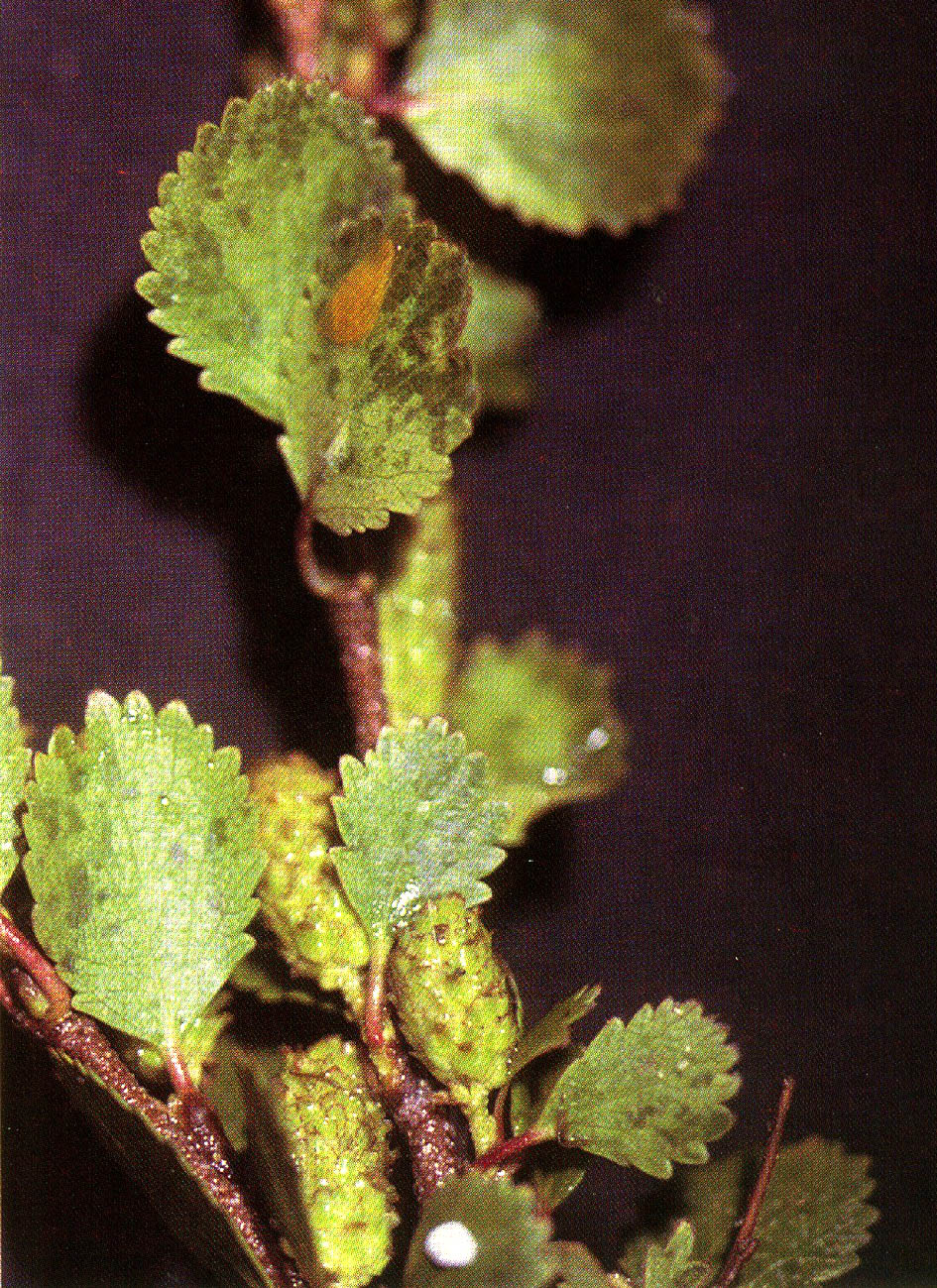
Betula nana
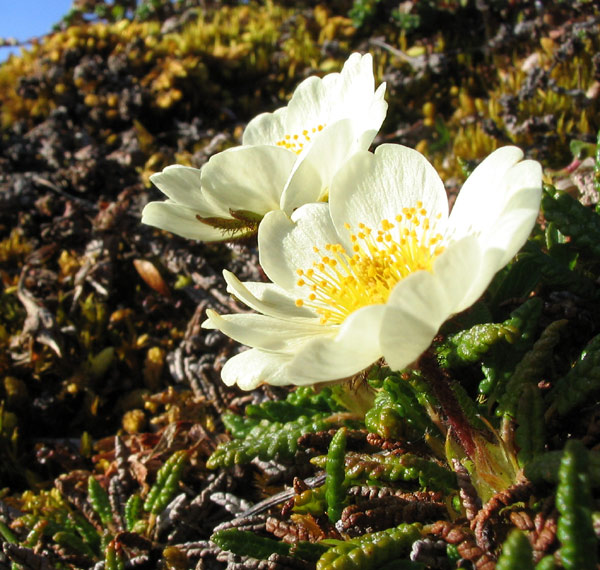
Dryas octopetala

## Fauna
Las especies eran principalmente árticas, pero durante el Máximo Glacial, las especies de clima más cálido se habían retirado a refugios y comenzaron a repoblar Europa en el Dryas Más Antiguo.
El oso pardo, Ursus arctos, fue uno de los primeros en llegar al norte. Estudios genéticos han indicado que los osos pardos del norte de Europa provenían de un refugio en los Montes Cárpatos de Moldavia. Otros refugios estaban en Italia, España y Grecia.
Los osos no habrían regresado al norte, sino para busca de comida. La tundra ya debe haber estado bien poblada. Es probable que las especies cazadas por humanos en el lago Neuchâtel en Suiza al final del período estuvieran presentes durante el mismo. Existen otros animales presentes:

### Aves
- Gavia arctica, colimbo ártico
- Podiceps nigricollis, zampullín cuellinegro
- Cygnus cygnus,  cisne cantor
- Aquila chrysaetos, águila real

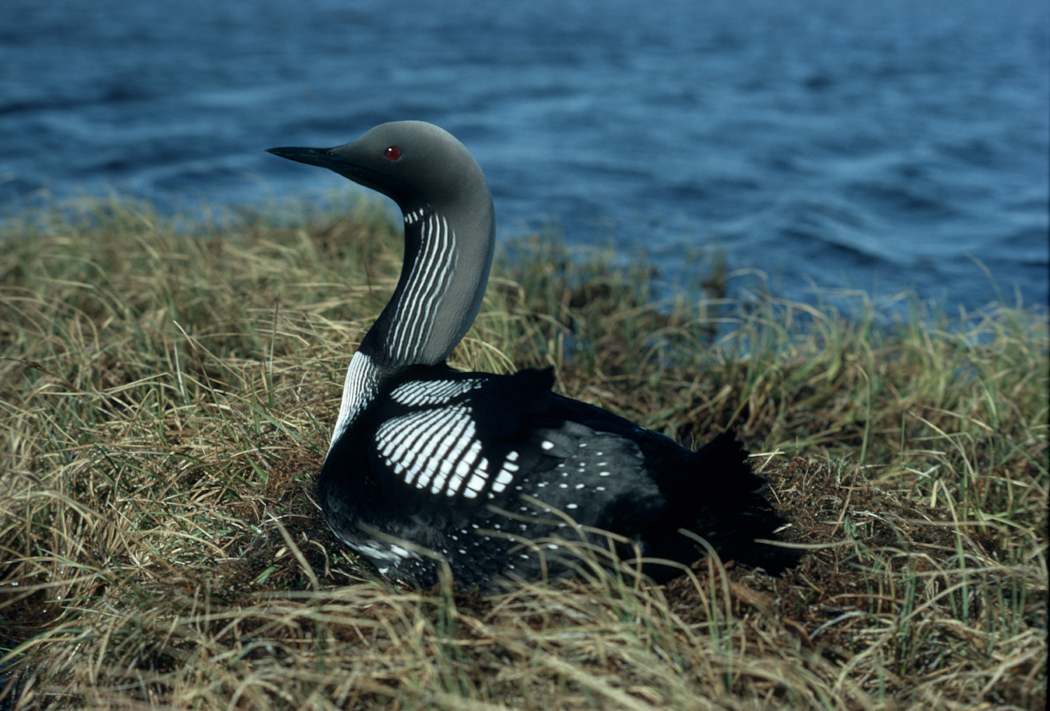
Gavia arctica
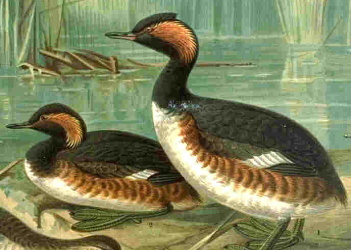
Podiceps nigricollis
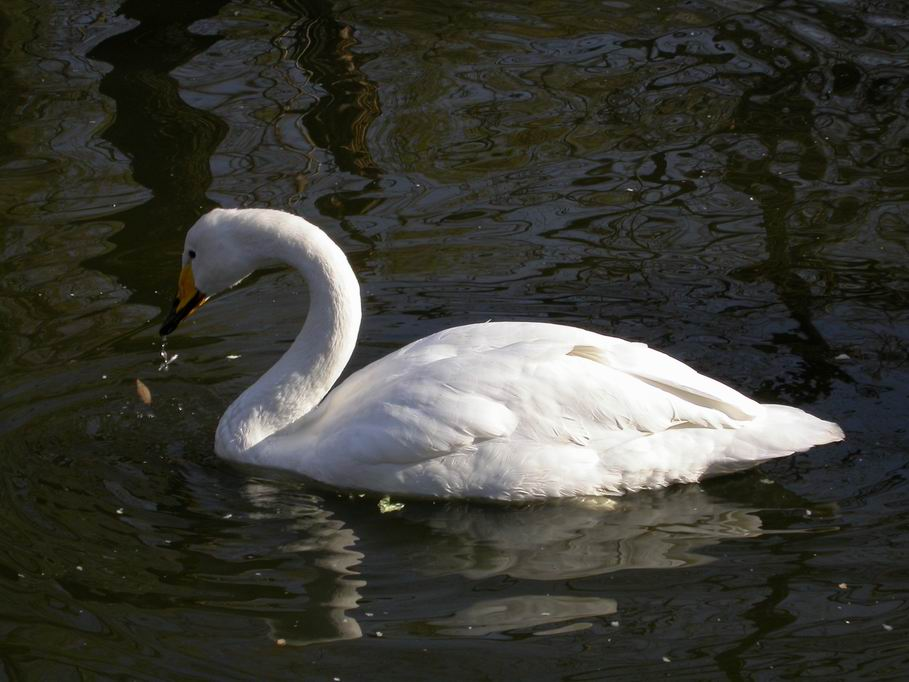
Cygnus cygnus
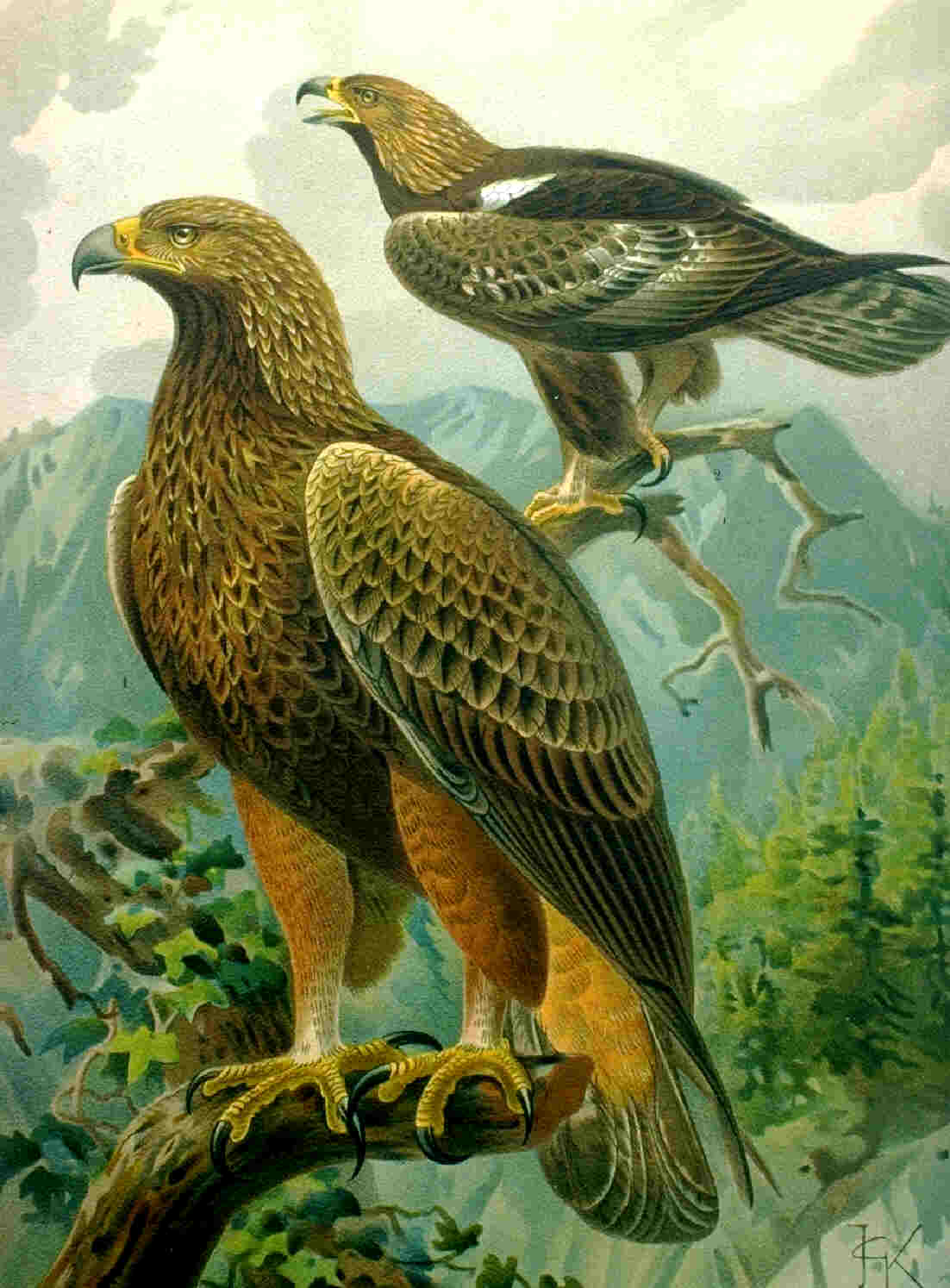
Aquila chrysaetos

Las aves anteriores son principalmente marítimas. Deben haberse alimentado en las copiosas aguas glaciales del norte que recientemente comenzaban a liberarse.

### Peces
- Lota lota, lota
- Thymallus thymallus, tímalo
- Rutilus rutilus, rutilo
- Salmo trutta, trucha
- Salvelinus alpinus, salvelino

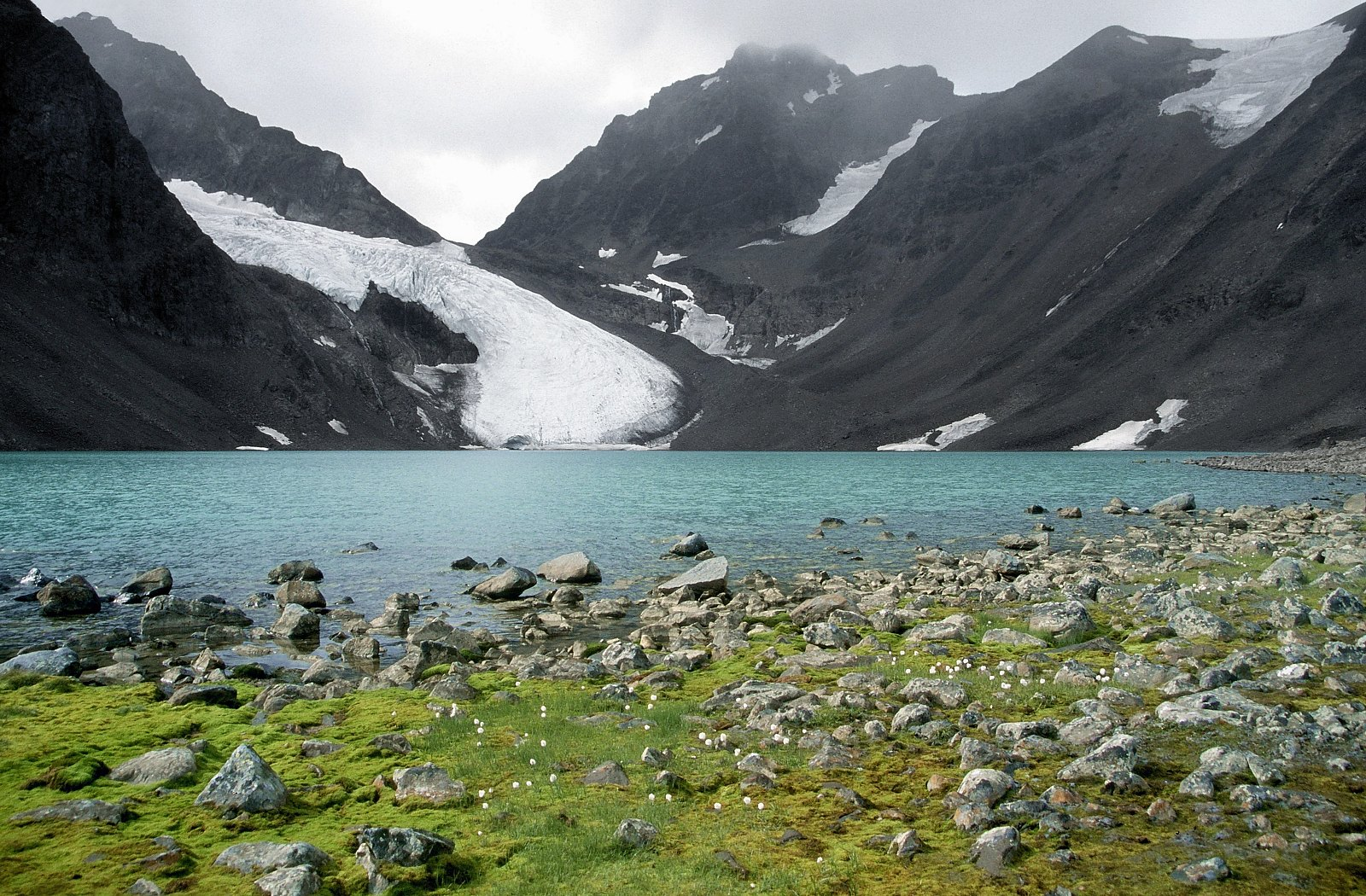
Glacial stream
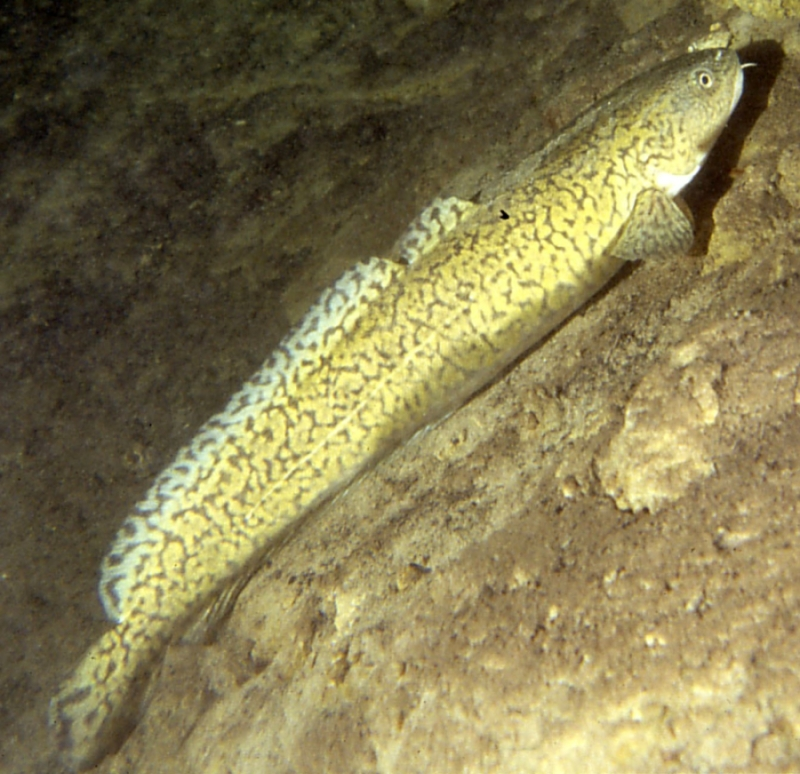
Lota lota
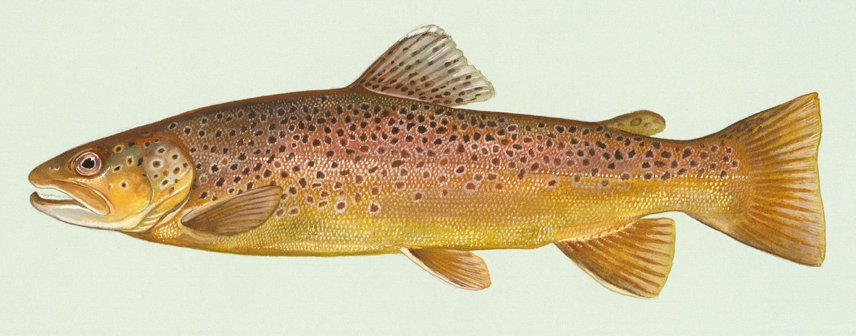
Salmo trutta
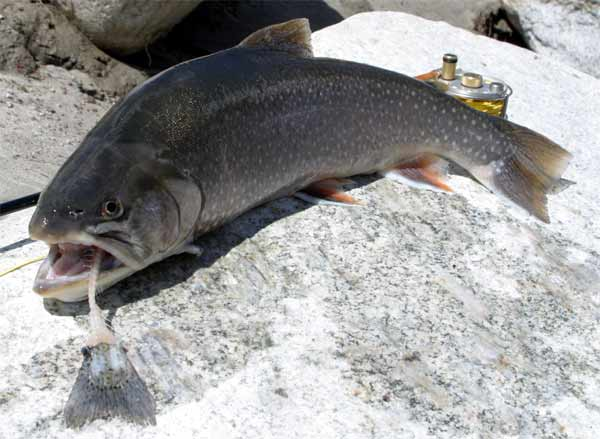
Salvelinus alpinus

### Mamíferos
Los mamíferos más pequeños de la cadena alimentaria habitaban la manta herbácea de la tundra:
Cricetidae
- Dicrostonyx torquatus, lemming del Ártico
- Microtus oeconomus, topillo nórdico
- Microtus arvalis, topillo campesino
- Chionomys nivalis, topillo nival

Leporidae
- Lepus timidus, liebre de montaña

Sciuridae
- Marmota marmota, marmota

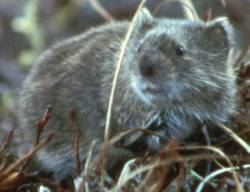
Microtus oeconomus
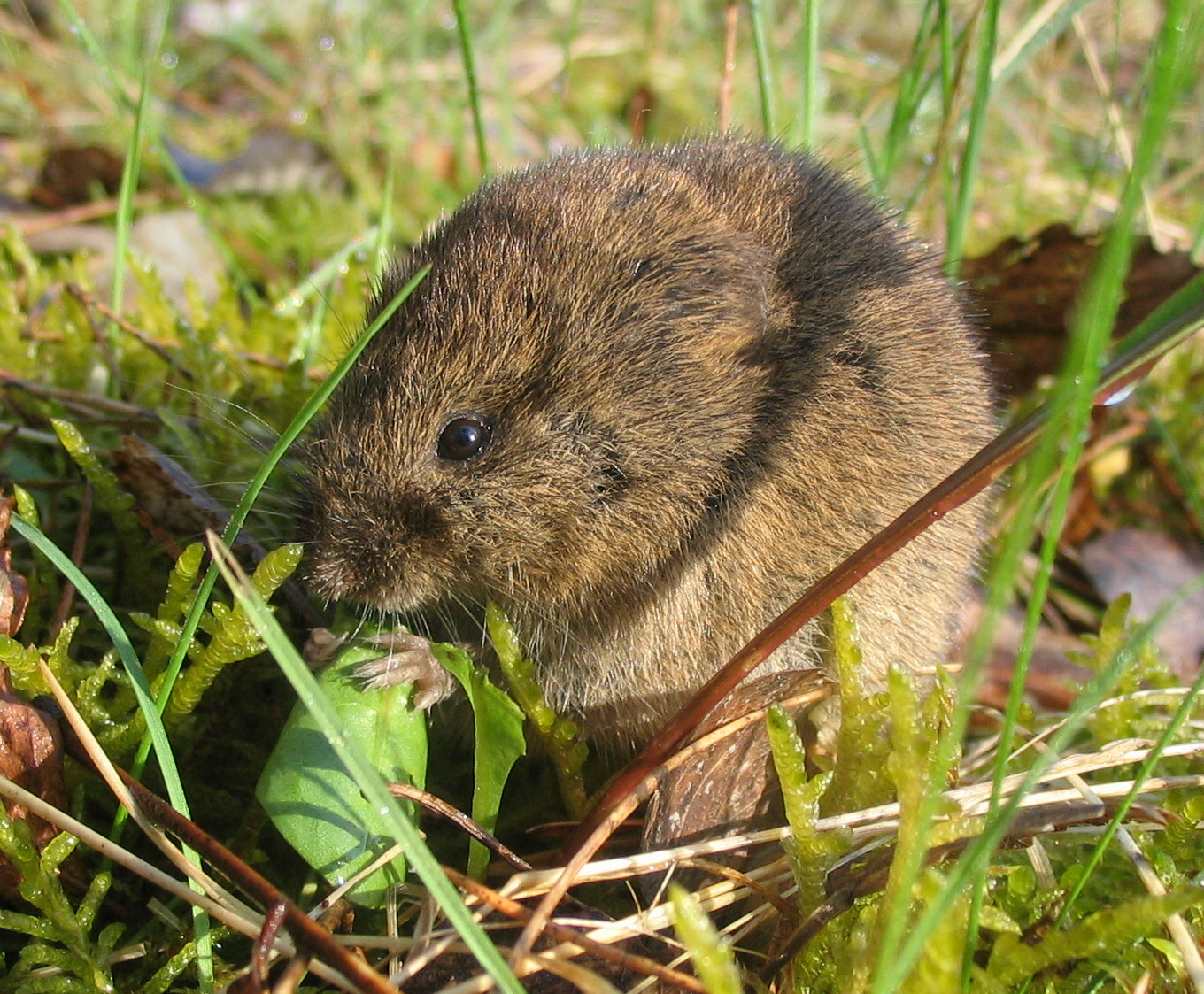
Microtus arvalis
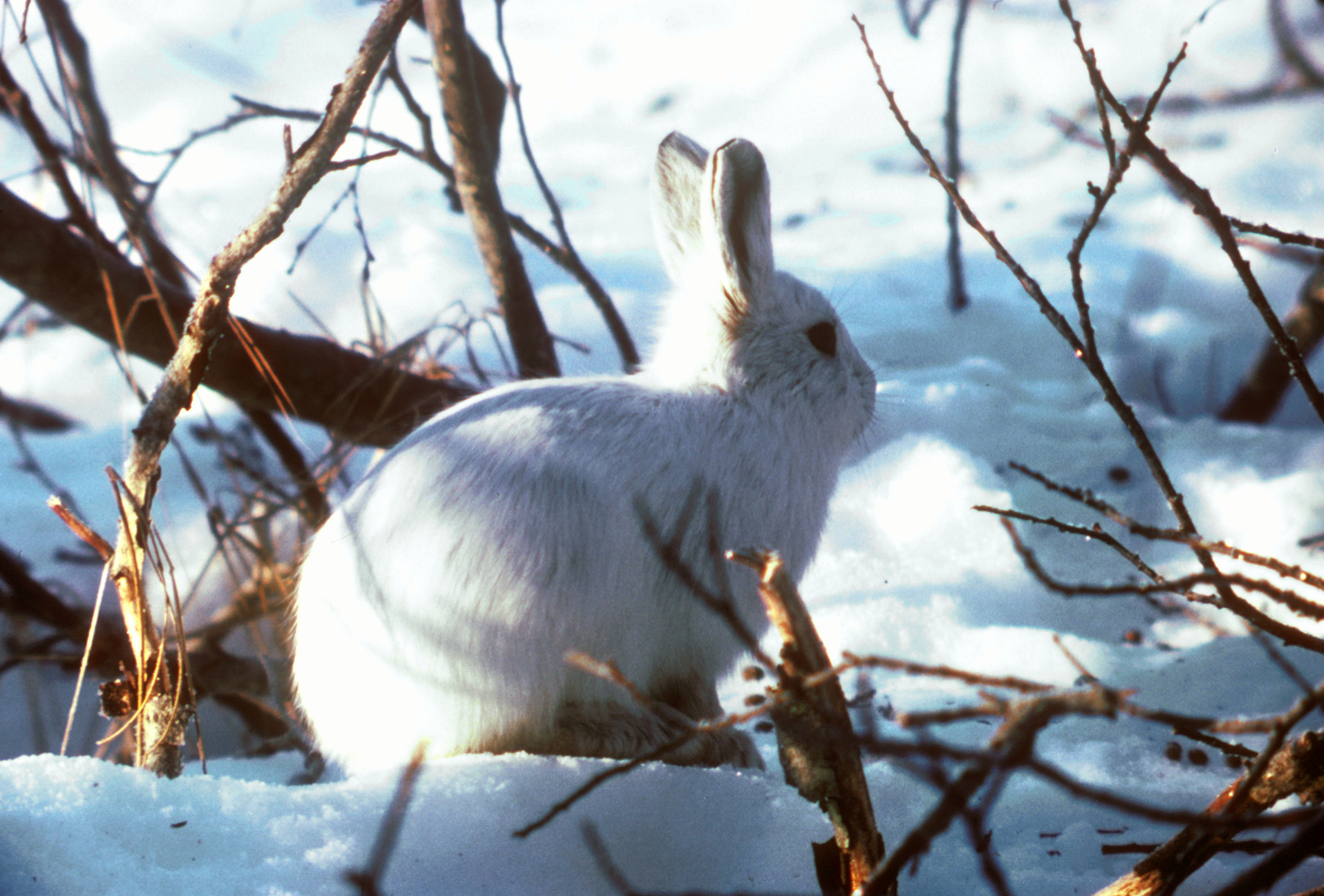
Lepus timidus
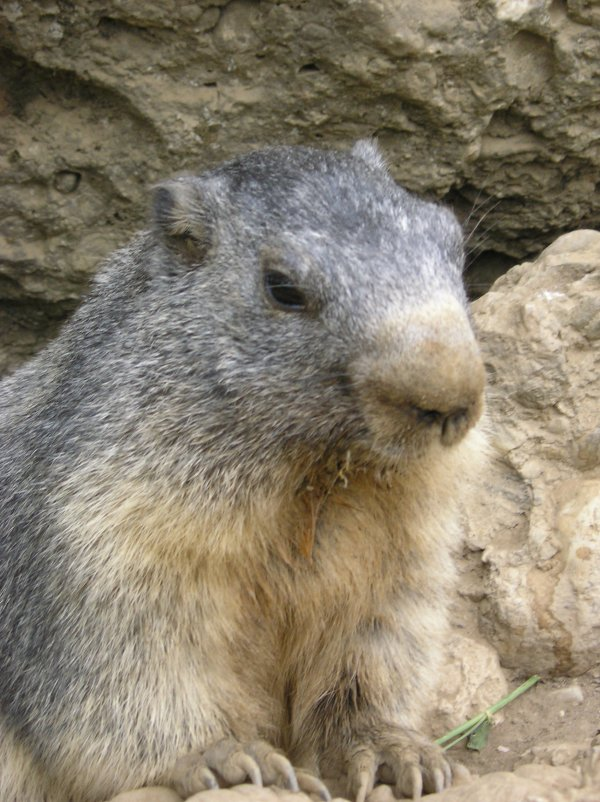
Marmota marmota

Además de los osos y las aves, existen otros depredadores de los siguientes pequeños animales
Carnivora
- Felis lynx, lince
- Alopex lagopus, zorro ártico
- Canis lupus, lobo

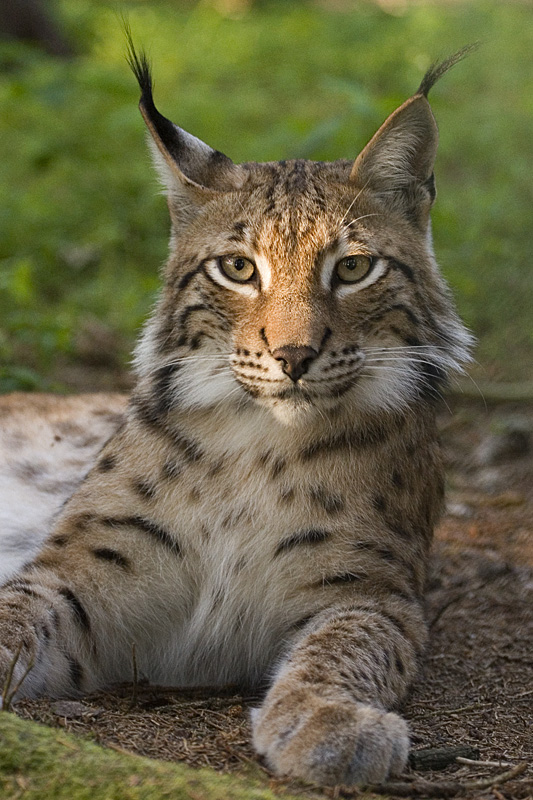
Lince (o Felis lynx)
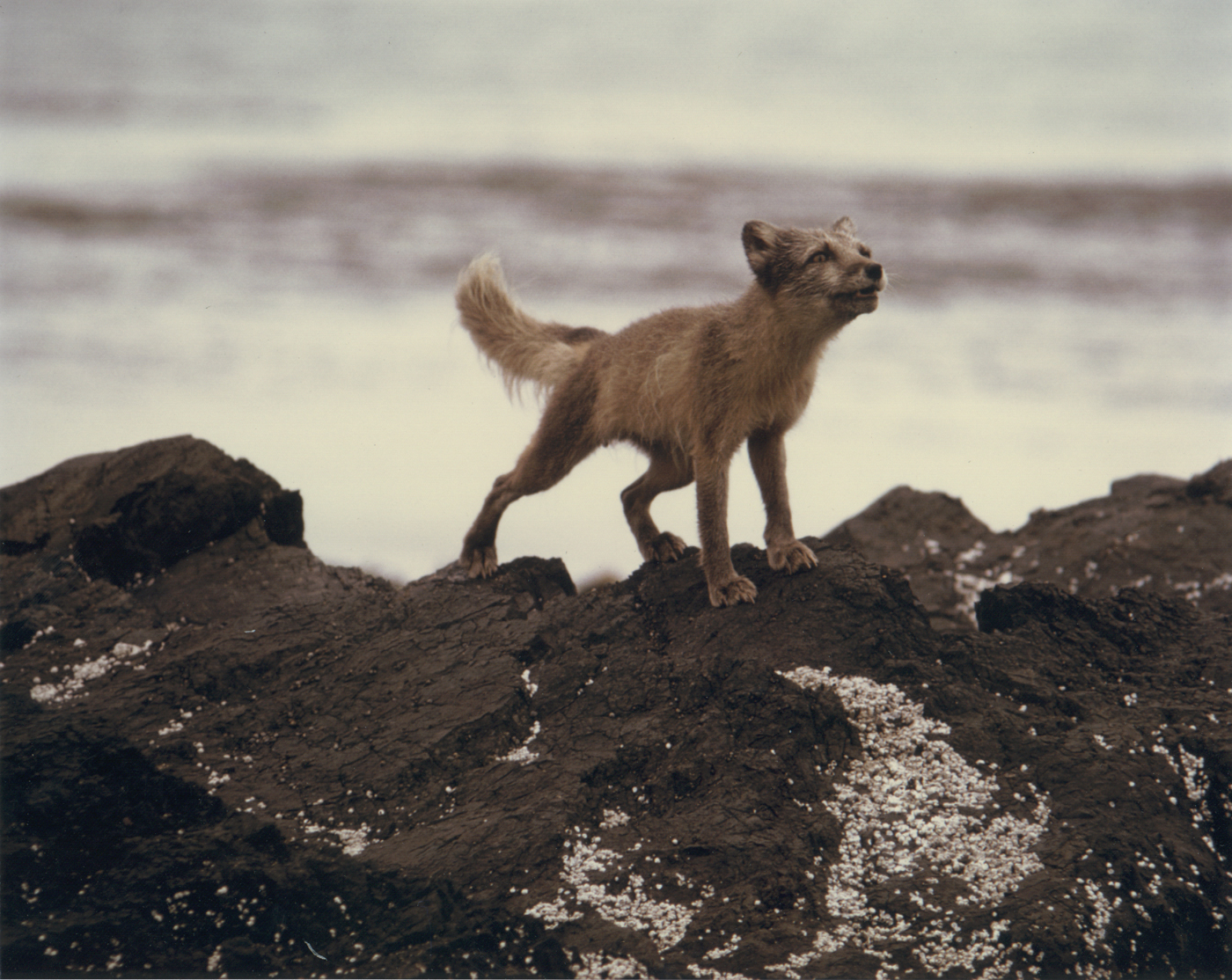
Alopex lagopus
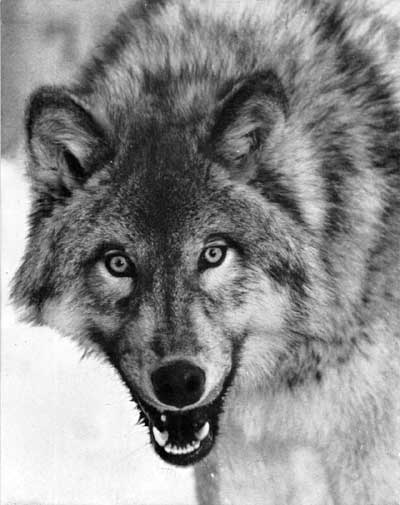
Canis lupus
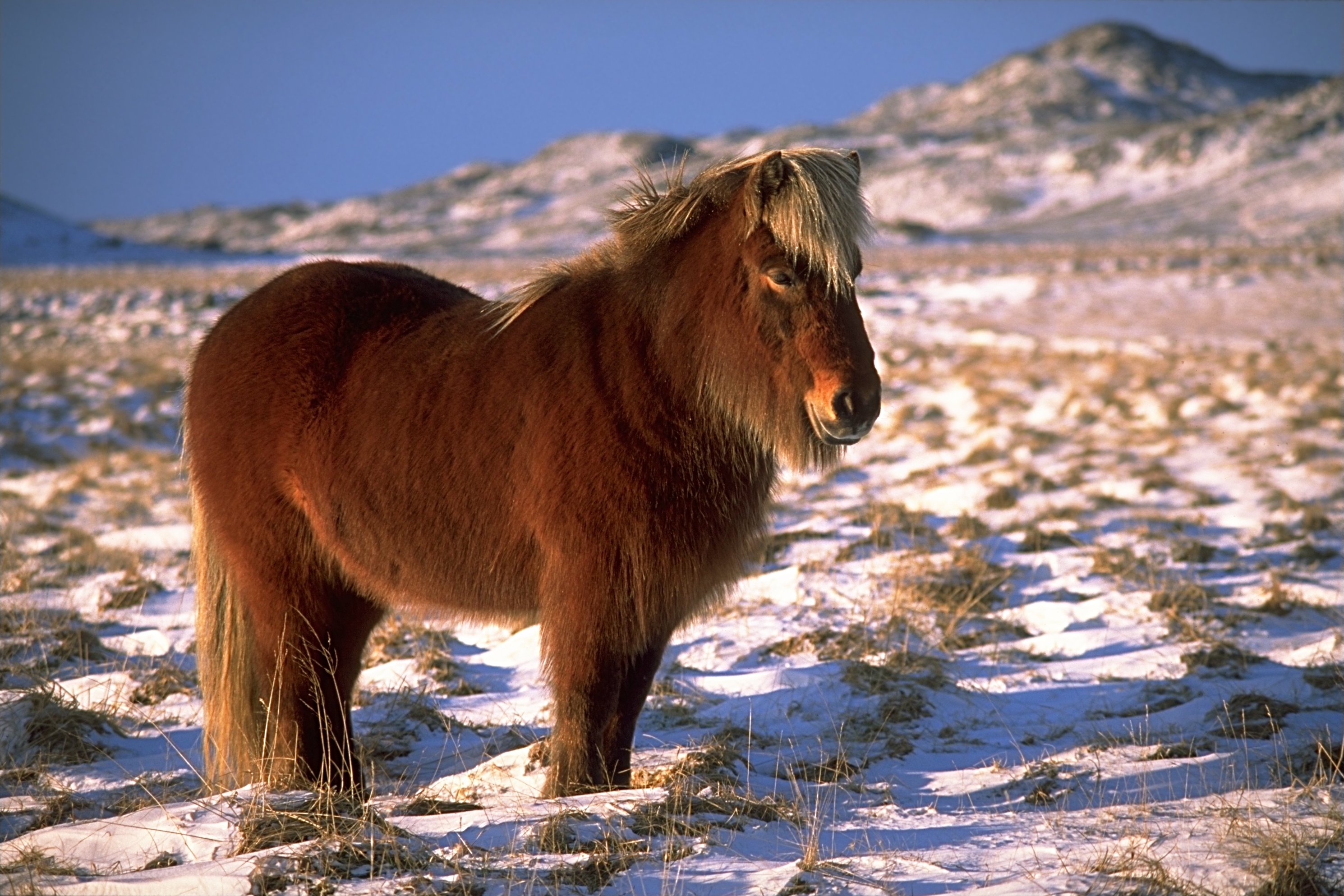
Caballo islandés, quizás como Equus ferus

Los humanos estaban más interesados en los grandes mamíferos, que incluían:
- Rangifer tarandus, reno
- Equus ferus, caballo salvaje
- Capra ibex, íbice o cabra salvaje de los Alpes

En algún momento, llegaron mamíferos más grandes: hiena, rinoceronte lanudo, oso cavernario y mamut.

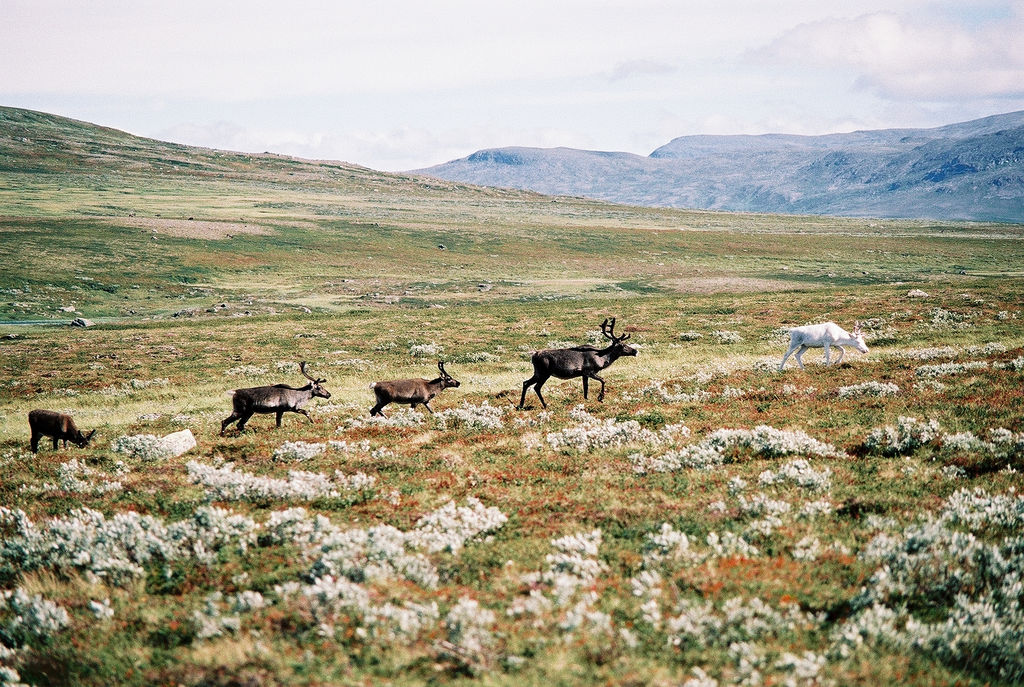
Rangifer tarandus
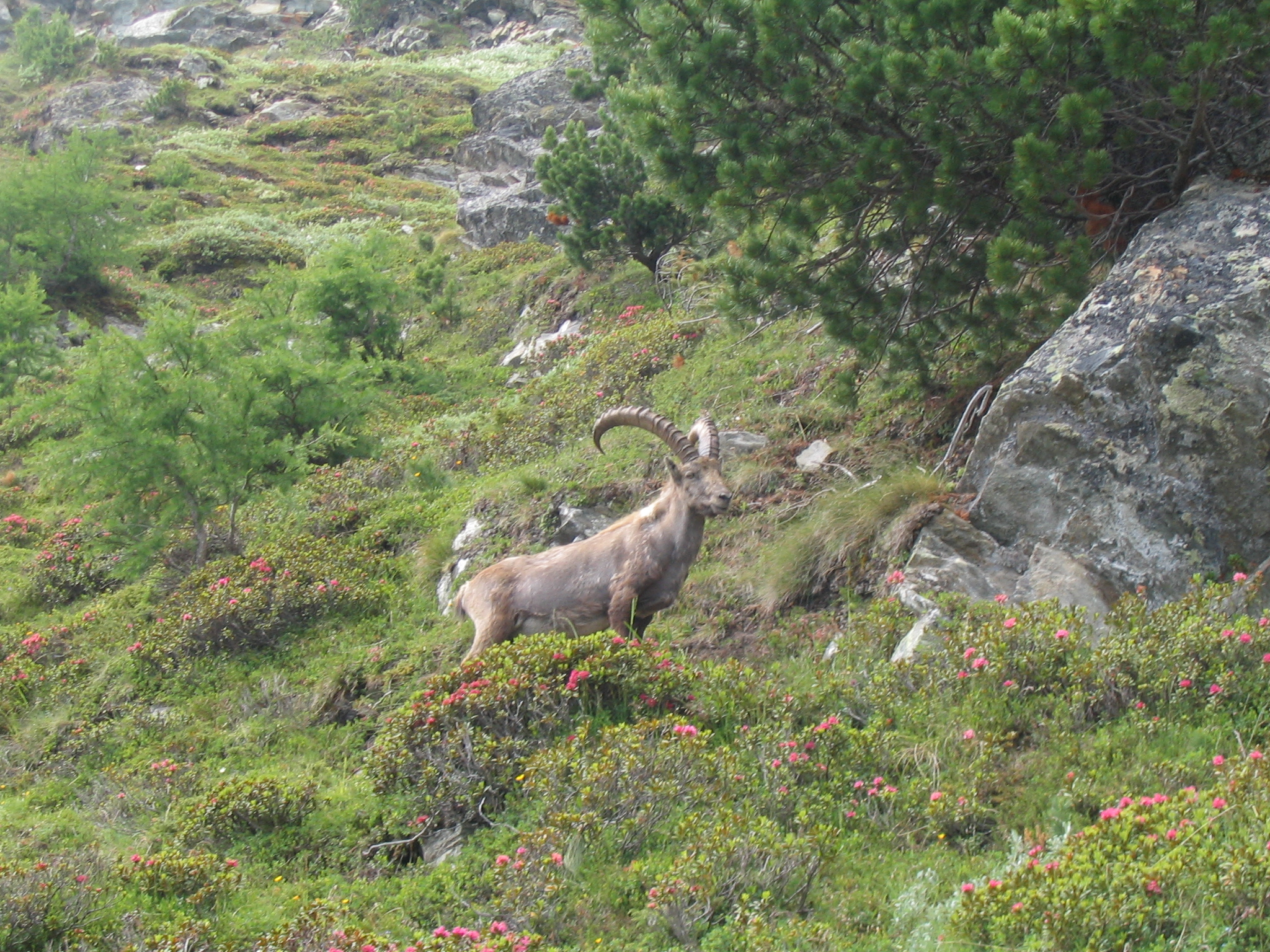
Capra ibex
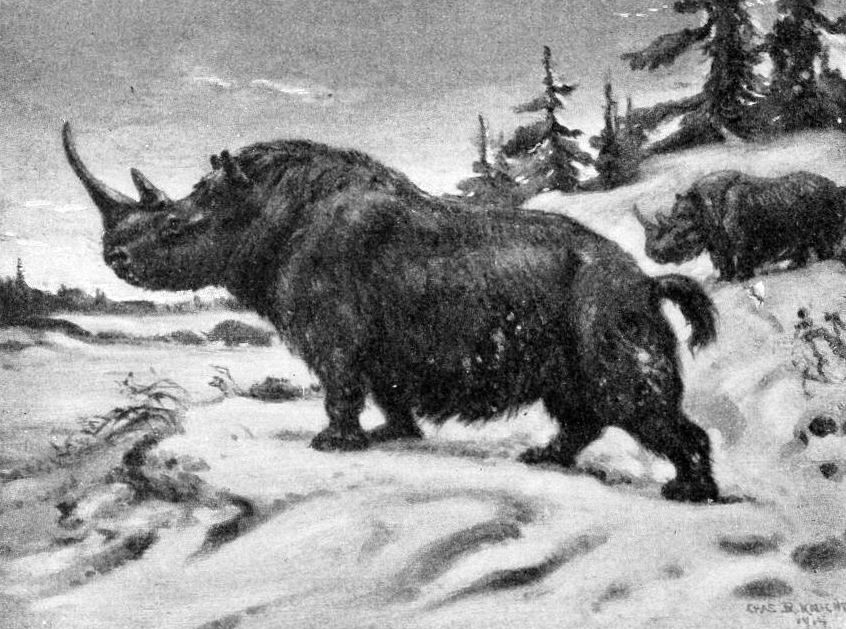
rinoceronte lanudo
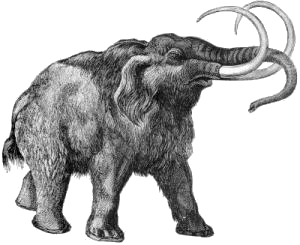
Mamut

## Prehistoria humana

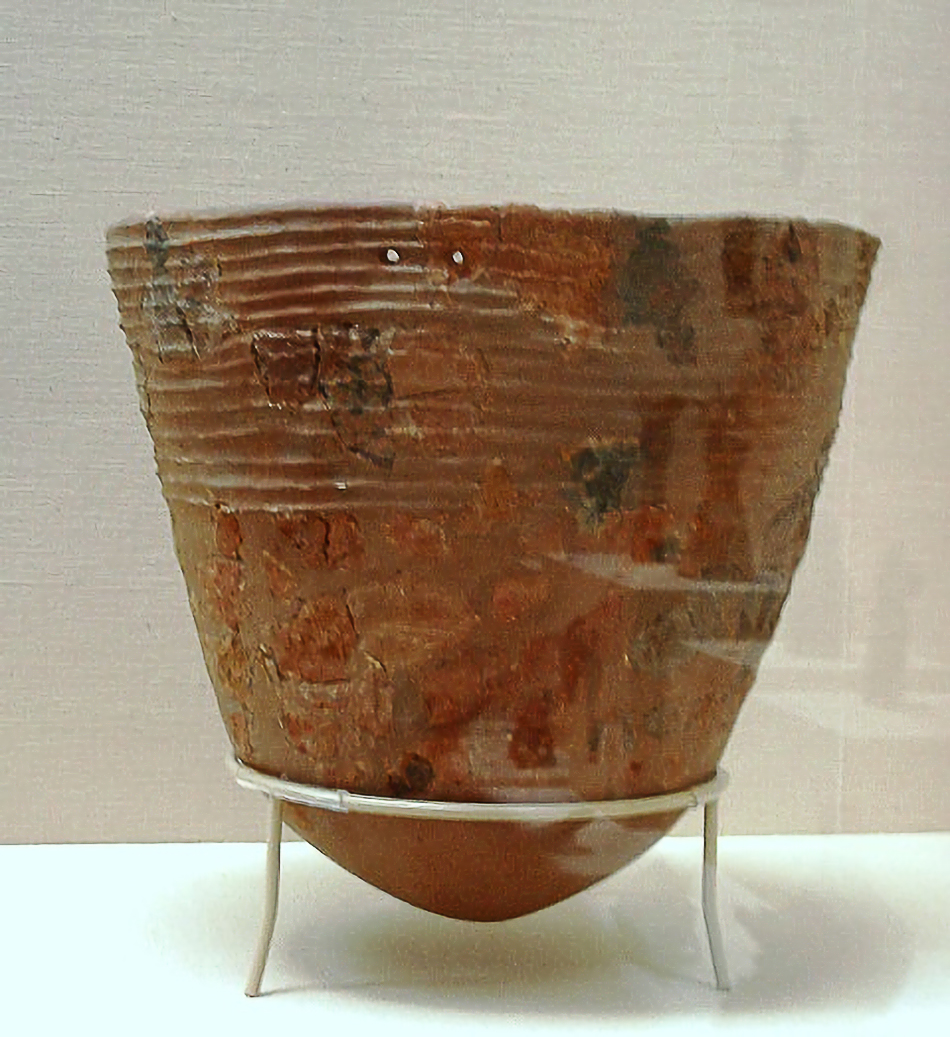
Cerámica Jōmon.

Las culturas humanas en Europa eran las del Paleolítico Superior y pertenecían al hombre de Cro-Magnon. Los neandertales habían desaparecido hace mucho tiempo por reemplazo o amalgamación con el Homo sapiens. La cultura magdaleniense de los cazadores de renos prevaleció en Europa occidental. Desde los Cárpatos hacia el este, el Epigravetiense continuó al Gravetiense anterior. 
En Japón, la cultura Jōmon ya se había vuelto sedentaria y producía algunos alimentos, y posiblemente cultivaba arroz, pero no estaba urbanizada en absoluto. También se inició la fabricación de la primera cerámica, la más arcaica que se conoce actualmente.
Uno de los descubrimientos más notables de la época fue el lobo doméstico, una raza distinta del Canis lupus, con dientes más pequeños. También se ha encontrado el perro doméstico, Canis familiaris. Se cree que estos animales ayudaban con la caza, pero, por la propia naturaleza de la caza, se habrían convertido gradualmente en ayudas al pastoreo.